# Interferon bèta-1b
Interferon bèta-1b behoort tot de interferonen, natuurlijk voorkomende eiwitten die een rol spelen in het afweersysteem en in gebruik als geneesmiddel. Het wordt gebruikt voor de behandeling van multiple sclerose. Interferonen zijn eiwitten die door het lichaam worden gemaakt en die helpen bij het bestrijden van aanvallen op het afweersysteem. Van interferon bèta-1b is aangetoond dat het de reactie van het afweersysteem verandert en dat het helpt om de activiteit van de ziekte te verminderen.
Het middel is geregistreerd onder de merknaam Betaferon en de fabrikant is Bayer Schering Pharma. Betaferon kwam in 1993 voor het eerst op de Amerikaanse markt.

## Interferon en Multiple Sclerose
Multiple sclerose (MS) is een chronische aandoening, waarbij het centrale zenuwstelsel (CZS), de hersenen en het ruggenmerg, wordt aangetast. Bij MS vernietigt een ontsteking de beschermende laag rond de zenuwen (myelineschede) van het CZS waardoor de zenuwen niet meer op de juiste manier werken. De precieze oorzaak van MS is onbekend. Behandeling is mogelijk, hiervoor zijn verschillende middelen op de markt.
Er zijn een aantal groepen patiënten die baat kunnen hebben bij het gebruik van Betaferon:
- Mensen die lijden aan relapsing-remitting multiple sclerose, met minstens twee terugvallen binnen de laatste twee jaar.
- Mensen die lijden aan secundair progressieve multiple sclerose en bij wie de ziekte actief is zoals aangetoond door de terugvallen.

## Effecten
Bij een eenmalig klinisch voorval dat wijst op een hoog risico op het ontwikkelen van multiple sclerose is aangetoond dat interferon bèta-1b de progressie naar klinisch definitieve multiple sclerose vertraagt.
Mensen met relapsing-remitting MS hebben incidentele aanvallen of terugvallen, waarbij de symptomen duidelijk verergeren. Aangetoond is dat interferon bèta-1b het aantal en de ernst van de aanvallen vermindert. Het vermindert ook het aantal ziektegerelateerde opnames in het ziekenhuis en verlengt de tijd tussen opeenvolgende terugvallen.
In sommige gevallen ondervinden mensen met relapsing-remitting MS dat hun symptomen verergeren, waardoor ze overgaan naar een andere vorm van MS, secundaire progressieve MS genaamd. In deze fase merken de patiënten dat ze steeds ernstiger gehandicapt raken, ongeacht het aantal terugvallen. Interferon bèta-1b kan het aantal en de ernst van de aanvallen verminderen en de progressie van de invaliditeit vertragen.

## Toepassingen
Interferon bèta-1b wordt om de dag onderhuids (subcutaan) geïnjecteerd. De aanbevolen dosis is 250 microgram interferon bèta-1b.
Interferon bèta-1b wordt het beste verdragen door in het begin van de behandeling de dosis geleidelijk te verhogen. Begonnen wordt met 0,25 ml van de medicatie, daarna wordt de dosis stapsgewijs verhoogd via 0,5 ml en 0,75 ml naar de aanbevolen (1 ml) dosis.
De spuiten in de verpakking zijn gelabeld door middel van kleuren zodat patiënten eenvoudig de juiste dosis kunnen toedienen.
Als patiënten vergeten om zichzelf op de juiste tijd een injectie te geven, dan kunnen ze dit doen zodra ze het zich herinneren en dan 48 uur later doorgaan met de volgende injectie. Het wordt afgeraden om een dubbele dosis toe de dienen om een vergeten enkele dosis in te halen.

## Kinderen en adolescenten
Bayer Schering Pharma heeft geen klinische studies uitgevoerd bij kinderen of adolescenten. Gegevens uit de internationale literatuur doen vermoeden dat interferon bèta-1b bij kinderen en adolescenten van 12 tot 16 jaar in vergelijking met volwassenen een overeenkomstig veiligheidsprofiel heeft. Interferon bèta-1b mag, net als andere immunomodulerende therapieën voor MS, niet worden gebruikt bij kinderen jonger dan 12 jaar, omdat er voor deze leeftijdsgroep geen gegevens beschikbaar zijn. Vanaf 2010 is de fabrikant een onderzoek gestart bij jonge kinderen. De resultaten van dit onderzoek komen pas over enkele jaren beschikbaar.

## Veel voorkomende bijwerkingen en praktische aanbevelingen
De meest voorkomende bijwerkingen zijn griepachtige verschijnselen en injectieplaatsreacties. Deze bijwerkingen treden vooral op in de eerste maanden van de behandeling en zullen in de loop van de behandeling verminderen of verdwijnen. Met een aantal praktische aanbevelingen kan het optreden van deze bijwerkingen verminderd worden:
- Griepachtige verschijnselen zoals koorts, rillingen, gewrichtspijn, malaise, transpireren, hoofdpijn en spierpijn. Inname van paracetamol of niet-steroïde ontstekingsremmende geneesmiddelen, zoals ibuprofen, verminderen het optreden van griepachtige verschijnselen. Bij aanvang van de behandeling dient de dosis geleidelijk verhoogd te worden van 0,25 ml via 0,50 ml en 0,75 ml naar de aanbevolen dosis van 1,0 ml.
- Injectieplaatsreacties. Symptomen kunnen roodheid, zwelling, verkleuring van de huid, ontsteking, pijn, overgevoeligheid en necrose zijn. Injectieplaatsreacties kunnen worden verminderd door gebruik van een auto-injector en het afwisselen van de plaats van injecteren[2]
- Er is door studies aangetoond dat patiënten met MS die behandeld worden met Betaferon symptomen van depressie vertonen.

Interferon bèta-1b dient beneden de 25 °C te worden bewaard, maar mag niet in de vriezer worden bewaard. Na bereiding van de oplossing dient Interferon bèta-1b onmiddellijk gebruikt te worden. Als dit niet mogelijk is, kan de oplossing maximaal 3 uur bewaard worden bij 2-8 °C (in een koelkast).